# Lotta greco-romana ai Giochi della XXVIII Olimpiade - 120 kg
Il torneo si è svolto il 24 e il 25 agosto.
Legenda:
- TO — Vittoria per KO
- SP — Vittoria di superiorità, 10 punti di differenza, sconfitto con punti
- ST — Vittoria di superiorità, 10 punti di differenza, sconfitto senza punti
- PP — Vittoria ai punti, sconfitto con punti tecnici
- PO — Vittoria ai punti, sconfitto senza punti tecnici
- PA — Vittoria per squalifica dell'avversario
- DQ — Vittoria per rinuncia dell'avversario
- CP — Punti di classifica
- TP — Punti tecnici

## Gironi di qualificazione

### Girone 1
| Posizione | Lottatore           | Paese     | W | L | CP | TP |
| --------- | ------------------- | --------- | - | - | -- | -- |
| 1         | Yannick Szczepaniak | Francia   | 2 | 0 | 7  | 13 |
| 2         | Haykaz Galstyan     | Armenia   | 1 | 1 | 4  | 10 |
| 3         | Rafael Barreno      | Venezuela | 0 | 2 | 1  | 3  |

| Rosso               | Blu                 | CP  |    | TP   |
| ------------------- | ------------------- | --- | -- | ---- |
| Haykaz Galstyan     | Yannick Szczepaniak | 1-3 | PP | 1-3  |
| Rafael Barreno      | Haykaz Galstyan     | 1-3 | PP | 3-9  |
| Yannick Szczepaniak | Rafael Barreno      | 4-0 | ST | 10-0 |

### Girone 2
| Posizione | Lottatore          | Paese     | W | L | CP | TP |
| --------- | ------------------ | --------- | - | - | -- | -- |
| 1         | Sajjad Barzi       | Iran      | 2 | 0 | 6  | 5  |
| 2         | Mihaly Deak-Bardos | Ungheria  | 1 | 1 | 4  | 4  |
| 3         | Juha Ahokas        | Finlandia | 0 | 2 | 1  | 1  |

| Rosso              | Blu                | CP  |    | TP  |
| ------------------ | ------------------ | --- | -- | --- |
| Mihaly Deak-Bardos | Juha Ahokas        | 3-0 | PO | 3-0 |
| Sajjad Barzi       | Mihaly Deak-Bardos | 3-1 | PP | 3-1 |
| Juha Ahokas        | Sajjad Barzi       | 1-3 | PP | 1-2 |

### Girone 3
| Posizione | Lottatore          | Paese       | W | L | CP | TP |
| --------- | ------------------ | ----------- | - | - | -- | -- |
| 1         | Khasan Baroyev     | Russia      | 2 | 0 | 6  | 8  |
| 2         | David Vala         | Rep. Ceca   | 1 | 1 | 3  | 3  |
| 3         | Andrei Chekhauskoi | Bielorussia | 0 | 2 | 0  | 0  |

| Rosso              | Blu                | CP  |    | TP  |
| ------------------ | ------------------ | --- | -- | --- |
| David Vala         | Khasan Baroyev     | 0-3 | PO | 0-5 |
| Andrei Chekhauskoi | David Vala         | 0-3 | PO | 0-3 |
| Khasan Baroyev     | Andrei Chekhauskoi | 3-0 | PO | 3-0 |

### Girone 4
| Posizione | Lottatore        | Paese   | W | L | CP | TP |
| --------- | ---------------- | ------- | - | - | -- | -- |
| 1         | Mijain Lopez     | Cuba    | 2 | 0 | 6  | 9  |
| 2         | Yekta Yilmaz Gul | Turchia | 1 | 1 | 3  | 3  |
| 3         | Yuriy Yevseychyk | Israele | 0 | 2 | 0  | 0  |

| Rosso            | Blu              | CP  |    | TP  |
| ---------------- | ---------------- | --- | -- | --- |
| Yuriy Yevseychyk | Mijain Lopez     | 0-3 | PO | 0-5 |
| Yekta Yilmaz Gul | Yuriy Yevseychyk | 3-0 | PO | 3-0 |
| Mijain Lopez     | Yekta Yilmaz Gul | 3-0 | PO | 4-0 |

### Girone 5
| Posizione | Lottatore            | Paese      | W | L | CP | TP |
| --------- | -------------------- | ---------- | - | - | -- | -- |
| 1         | Georgiy Tsurtsumia   | Kazakistan | 2 | 1 | 8  | 11 |
| 2         | Xenofon Koutsioumpas | Grecia     | 2 | 1 | 11 |    |
| 3         | Eddy Bengtsson       | Svezia     | 1 | 2 | 3  | 4  |
| 4         | Mirian Giorgadze     | Georgia    | 1 | 2 | 3  | 2  |

| Rosso                | Blu                  | CP  |    | TP   |
| -------------------- | -------------------- | --- | -- | ---- |
| Georgiy Tsurtsumia   | Xenofon Koutsioumpas | 3-1 | PP | 2-2  |
| Mirian Giorgadze     | Eddy Bengtsson       | 0-3 | PO | 0-3  |
| Georgiy Tsurtsumia   | Mirian Giorgadze     | 1-3 | PP | 2-2  |
| Xenofon Koutsioumpas | Eddy Bengtsson       | 3-0 | PO | 5-0  |
| Georgiy Tsurtsumia   | Eddy Bengtsson       | 4-0 | TO | 5:02 |
| Xenofon Koutsioumpas | Mirian Giorgadze     | 3-0 | PO | 5-0  |

### Girone 6
| Posizione | Lottatore           | Paese       | W | L | CP | TP |
| --------- | ------------------- | ----------- | - | - | -- | -- |
| 1         | Rulon Gardner       | Stati Uniti | 3 | 0 | 9  | 7  |
| 2         | Sergei Mureiko      | Bulgaria    | 2 | 1 | 7  | 6  |
| 3         | Mindaugas Mizgaitis | Lituania    | 1 | 2 | 4  | 4  |
| 4         | Marek Mikulski      | Polonia     | 0 | 3 | 0  | 0  |

| Rosso               | Blu                 | CP  |    | TP  |
| ------------------- | ------------------- | --- | -- | --- |
| Rulon Gardner       | Mindaugas Mizgaitis | 3-0 | PO | 3-0 |
| Sergei Mureiko      | Marek Mikulski      | 3-0 | PO | 3-0 |
| Rulon Gardner       | Sergei Mureiko      | 3-1 | PP | 1-1 |
| Mindaugas Mizgaitis | Marek Mikulski      | 3-0 | PO | 3-0 |
| Rulon Gardner       | Marek Mikulski      | 3-0 | PO | 3-0 |
| Mindaugas Mizgaitis | Sergei Mureiko      | 1-3 | PP | 1-2 |

## Tabellone a eliminazione
|  | Quarti di finale    | Quarti di finale   |                           |                           | Semifinali     | Semifinali |  |  | Finale         | Finale |
|  |                     |                    |                           |                           |                |            |  |  |                |        |
|  | 24 agosto 2004      |                    |                           |                           |                |            |  |  |                |        |
|  |                     |                    |                           |                           |                |            |  |  |                |        |
|  | Yannick Szczepaniak | 0                  |                           |                           |                |            |  |  |                |        |
|  | Yannick Szczepaniak | 0                  | 25 agosto 2004            |                           |                |            |  |  |                |        |
|  | Sajjad Barzi        | 3                  |                           |                           |                |            |  |  |                |        |
|  | Sajjad Barzi        | 3                  | Sajjad Barzi              | 0                         |                |            |  |  |                |        |
|  | 24 agosto 2004      |                    | Sajjad Barzi              | 0                         |                |            |  |  |                |        |
|  |                     | Khasan Baroyev     | 4                         |                           |                |            |  |  |                |        |
|  | Khasan Baroyev      | Khasan Baroyev     | 4                         | 2                         |                |            |  |  |                |        |
|  | Khasan Baroyev      |                    | 25 agosto 2004            | 2                         |                |            |  |  |                |        |
|  | Mijaín López        | 0                  |                           |                           |                |            |  |  |                |        |
|  | Mijaín López        | 0                  | Khasan Baroyev            | 4                         |                |            |  |  |                |        |
|  | 24 agosto 2004      |                    | Khasan Baroyev            | 4                         |                |            |  |  |                |        |
|  |                     | Georgiy Tsurtsumia | 2                         |                           |                |            |  |  |                |        |
|  | Georgiy Tsurtsumia  | Georgiy Tsurtsumia | 2                         |                           |                |            |  |  |                |        |
|  | 25 agosto 2004      |                    |                           |                           |                |            |  |  |                |        |
|  | bye                 |                    |                           |                           |                |            |  |  |                |        |
|  | Georgiy Tsurtsumia  | 4                  | Finale per il terzo posto | Finale per il terzo posto |                |            |  |  |                |        |
|  | Georgiy Tsurtsumia  | 4                  | Finale per il terzo posto | Finale per il terzo posto | 24 agosto 2004 |            |  |  |                |        |
|  |                     | Rulon Gardner      | 1                         |                           |                |            |  |  |                |        |
|  | Rulon Gardner       | Rulon Gardner      | 1                         |                           | Sajjad Barzi   | 0          |  |  |                |        |
|  | Rulon Gardner       |                    |                           |                           | Sajjad Barzi   | 0          |  |  |                |        |
|  | bye                 |                    |                           | Rulon Gardner             | 3              |            |  |  |                |        |
|  | bye                 |                    |                           | Rulon Gardner             | 3              |            |  |  |                |        |
|  |                     |                    |                           |                           |                |            |  |  | 25 agosto 2004 |        |
|  |                     |                    |                           |                           |                |            |  |  |                |        |